# Лополит
Лополитът е голямо, коритообразно интрузивно тяло, успоредно на обхващащите го скални пластове и изградено обикновено от базични и ултрабазични скали. Понякога те са богати на магмен хромит или съдържат големи сулфидни находища. Формированието се отнася към типа на съгласните интрузии, т.е. не пресича пластовете на скалите, в които се вмества. Наименованието му произлиза от гръцките думи λοπάς със значение „купа“ и λιθος, означаваща „камък“.

## Образуване и форма
Формата на лополита наподобява дълбока чиния с огънати краища и удебелена централна част. Предполага се, че се образува в случаите, когато голямо количество тежка магма, достигайки близо до земната повърхност, се разлива хоризонтално и поради тежестта си огъва лежащите под нея скални пластове. Може да се формира и при намаляване на обема на магмата, когато тя кристализира и се уплътнява. Най-често тези образувания са асиметрични и се различават значително по размер. Скалите, които ги изграждат, са разслоени на различни пластове от минерални асоциации. При по-малките тези пластове обикновено са съгласни интрузиви (не секат пластовете на вместващите ги скали), докато големите, с размер от по няколко километра, са несъгласни интрузиви, т.е. просичат пластовите повърхнини на вместващите ги скали.
Съществува известна вероятност най-големите базични тела на лополитите да са се образували при падането на големи метеорити или астероиди. Ако това предположение е вярно, тези тела би трябвало да са се създали чрез топене като резултат от силно повишената температура, произведена от ударната вълна. Друг фактор, влияещ на формирането им е намаляването на налягането, причинено от бързото разтопяване на повърхностните скали. Противоречивите възгледи за произхода на огромните лополити е причина някои петролози да ги наричат ируптивни тела. Установено е например, че интрузията Съдбъри е образувана веднага след подобен метеоритен удар.

## Размери
Лополитите са много обширни, трудно могат да се картират даже с помощта на сондажи и не е лесно да се определи точната им форма. Най-често за нея се съди по басейнообразното вдлъбнато разположение на седиментните вместващи скали и от вътрешните повърхнини на отделните слоеве, за които се приема, че са се появили като резултат от еволюцията на едно общо магматично тяло.
Диаметърът им може да достигне десетки километри, а дебелината обикновено представлява 1/15 до 1/10 част от ширината им. Понякога размерите им могат да са доста по-малки и в план да достигат едва до 200-300 метра.

## Големи лополити
Класически примери на лополити са комплексите Съдбъри в Онтарио, Канада; Бушвелд в Южна Африка; Дълют в Минесота, САЩ. Бушвелдският лополит вероятно е най-голямото магматично тяло на Земята е с диаметър от почти 500 кm. Предполага се, че е внедрен в няколко последователни магматични импулса. Изграден е от норити и пироксенити, върху които са разположени кисели скали – гранити или гранофири. Съдържа най-големите известни залежи на платина на Земята. Лополитът Съдбъри в Канада е изграден също от норити и гранофири. И с двата лополита са свързани големи промишлени находища на никел.